# Zeche Brassert
Die Zeche Brassert war ein Steinkohlenbergwerk im Marler Stadtteil Brassert. Das Bergwerk wurde nach dem Schöpfer des preußischen Berggesetzes, Hermann Brassert benannt.

## Geschichte

### Die Anfänge
Die Gewerkschaft Brassert wurde 1905 gegründet. Im selben Jahr wurde auch die Zeche Brassert gegründet. Die Berechtsame bestand aus den Feldern Brassert, consol. Brassert, Brassert I, Brassert II, Brassert IV, Brassert V, Brassert VI sowie Brassert VIII bis Brassert XI. Hinzu kam das Feld Brassert Fortsetzung I. Die gesamte Berechtsame umfasste eine Fläche von 15,8 km2, dies entsprach sieben Maximalfeldern. Im Jahr 1906 wurde mit den Teufarbeiten von Schacht 1 begonnen. Der Schacht wurde im Südfeld angesetzt und im Gefrierverfahren erstellt. Im Jahr darauf wurden die Gefrierarbeiten an Schacht 2 begonnen. Dieser Schacht wurde neben Schacht 1 angesetzt. Im Jahr 1908 wurde mit dem Abteufen des Schachtes 2 begonnen. Im Schacht 1 kam es bei einer Teufe von 35 Metern zu einem Wassereinbruch. Aufgrund dieses Wassereinbruches mussten die Teufarbeiten an Schacht 1 für drei Monate unterbrochen werden. Im Jahr darauf erreichte der Schacht 1 bei einer Teufe von 506 Metern das Karbon. Noch im selben Jahr wurde bei einer Teufe von 570 Metern (−518 m NN) die 1. Sohle angesetzt. Im Jahr 1910 wurde im Schacht 1 bei einer Teufe von 649 Metern (−595 m NN) die 2. Sohle angesetzt. Außerdem wurde Schacht 2 im selben Jahr mit der 1. Sohle durchschlägig. Schacht 2 wurde als Seilfahrts- und Wetterschacht in Betrieb genommen. Noch im selben Jahr wurde mit der Förderung begonnen.

### Die weiteren Jahre
Im Jahr 1911 wurde der Schacht 2 mit der 2. Sohle durchschlägig. Die Berechtsame wurde in diesem Jahr in einen südlichen und einen nördlichen Teil geteilt. Der südliche Teil bestand aus den Feldern Brassert, Brassert I und II, Brassert IV, Brassert X und XI und consol. Brassert. Der nördliche Teil bestand aus den Feldern Brassert III, Brassert VI und VII, Brassert IX, Stein II, Stein IX und Stein XI. Da die Kohle auf dem Bergwerk besonders hart war, wurde diese schneidend gewonnen. Bereits im Jahr 1913 wurden zwei englische Schrämmaschinen vom Typ Pick-Quick eingesetzt. Im selben Jahr wurde bei einer Teufe von 503 Metern (−451 m NN) eine neue Wettersohle angesetzt. Im Jahr 1915 wurde die Zeche Brassert Mitglied im Rheinisch-Westfälischen Kohlen-Syndikat. Im Jahr 1922 wurde das Vermögen der Gewerkschaft Brassert von den Rheinischen Stahlwerken (Rheinstahl) übernommen. Trotz der Übernahme durch die Rheinstahl blieb die Gewerkschaft Brassert vorerst in der alten Gesellschaftsform bestehen. Im Jahr 1925 wurde mit dem Abbau im Südfeld begonnen. Für die Gewinnung der Kohlen wurden in den flach gelagerten Flözen Schrämmaschinen eingesetzt. Zunächst verwendete man Stangenschrämmaschinen, später kamen verstärkt Kettenschrämmaschinen zum Einsatz. Am 26. Juni des Jahres 1926 kam es auf der Zeche Brassert zu einer Schlagwetterexplosion, hierbei wurden drei Bergleute getötet. Im Jahr 1930 wurden die Teufarbeiten an Schacht 1 wieder aufgenommen und der Schacht wurde tiefer geteuft. Im Jahr darauf wurde bei einer Teufe von 753 Metern (−701 m NN) eine Zwischensohle angesetzt. In den Jahren bis 1933 waren in den Abbaubetrieben im Durchschnitt bis zu zehn Schrämmaschinen im Einsatz. Mit diesen Maschinen wurden 3/4 der Gesamtförderung des Bergwerks erzielt.
Im Jahr 1933 wurde im Schacht 1 bei einer Teufe von 826 Metern (−774 m NN) die 3. Sohle angesetzt. Im Jahr 1938 wurden die Teufarbeiten an Schacht 2 wieder aufgenommen und der Schacht wurde tiefer geteuft. Noch im selben Jahr begannen die Arbeiten für den Bau eines weiteren Schachtes. Im Jahr 1939 wurde im Nordfeld 1,6 km nordwestlich der Schachtanlage 1/2 der Schacht 3 (51° 40′ 41,1″ N, 7° 4′ 24,9″ O) angesetzt. Im Jahr 1940 wurde der Schacht 2 mit der 3. Sohle durchschlägig. Im Jahr 1942 erreichte der Schacht 3 die vom Baufeld 1/2 aufgefahrene 3. Sohle. Im Jahr 1943 erreichte der Schacht 3 seine Endteufe, sie lag bei 1020 Metern. Bedingt durch die Kriegs- und Nachkriegsverhältnisse ging Schacht 3 allerdings erst später in Betrieb. Im Jahr 1946 bestand das Bergwerk aus den beiden Betriebsteilen 1/2 und 3. Die Hauptfördersohle war die 3. Sohle. Die Berechtsame umfasste eine Fläche von 16,6 km2. Im Jahr 1949 wurde im Schacht 3 bei einer Teufe von 933 Metern (−896 m NN) die 4. Sohle angesetzt. Im Jahr 1951 wurde im Baufeld 1/2 der Schacht 1 unterfahren und bis zur 4. Sohle tiefer geteuft. Im Jahr 1954 wurde der Schacht 1 bis auf eine Teufe von 995 Metern tiefer geteuft. Im selben Jahr wurde der Schacht 3 in Betrieb genommen.

### Die letzten Jahre
Im Jahr 1956 bestand das Grubenfeld der Zeche Brassert aus den Feldern Brassert, Brassert I und II, Brassert IV, Brassert VI, Brassert IX bis XI, consol. Brassert und Brassert Fortsetzung. Die Berechtsame umfasste eine Fläche von 17,8 km2. Am 1. Januar des Jahres 1958 wurden die beiden Betriebsbereiche 1/2 und 3 miteinander verbunden. Die 5. Sohle wurde zur Fördersohle. Im Jahr 1960 wurde ein eigenes Kraftwerk in Betrieb genommen. Im Jahr 1962 wurde auf Schacht 3 die Förderung eingestellt. Die im Baufeld gewonnenen Kohlen wurden unter Tage zum alten Betriebsteil 1/2 gefördert und dort nach über Tage gefördert. Im Jahre 1968 brachte die Rheinstahl Bergbau AG, der damalige Besitzer, das Bergwerk in die neu gegründete Ruhrkohle AG ein. 1970 wurde Brassert mit der Schachtanlage Wulfen verwaltungsmäßig zu einer Werksdirektion zusammengelegt. Das Bergwerk wurde der „Bergbau AG Herne/Recklinghausen“ angegliedert. Am 15. August des Jahres 1972 wurde die Zeche Brassert stillgelegt. Die Tagesanlagen wurden 1973 abgerissen. 1974 wurden die Schächte verfüllt.

## Förderung und Belegschaft
Auf dem Bergwerk wurden Flamm- und Gasflammkohlen abgebaut. Die ersten bekannten Förder- und Belegschaftszahlen stammen aus dem Jahr 1910, damals wurden mit 265 Beschäftigten eine Förderung von 22.749 Tonnen Steinkohle erbracht. Im Jahr 1913 waren bereits 1535 Mitarbeiter auf der Zeche beschäftigt, die eine Förderung von rund 430.000 Tonnen Steinkohle erbrachten. Im Jahr 1920 wurden mit 1958 Beschäftigten 331.095 Tonnen Steinkohle gefördert. Im Jahr 1925 erreichte die Förderung bereits die 500.000 Tonnen Marke. Mit 2925 Beschäftigten wurde eine Förderung von rund 576.000 Tonnen Steinkohle erbracht. Im Jahr 1930 wurden von 2226 Beschäftigten 665.982 Tonnen Steinkohle gefördert. Im Jahr 1935 wurde mit 1910 Beschäftigten fast 720.000 Tonnen Steinkohle gefördert.
Im Jahr 1940 stieg die Förderung erneut an auf 926.494 Tonnen Steinkohle, diese Förderung wurde mit 2555 Beschäftigten erzielt. Während der Kriegsjahre wurden auf der Zeche ausländische Arbeitskräfte (Zwangsarbeiter und Kriegsgefangene) eingesetzt. Im Jahr 1945 sank die Förderung auf 309.847 Tonnen Steinkohle, die Belegschaftsstärke lag bei 1905 Beschäftigten. 
Im Jahr 1950 stieg die Förderung wieder an auf 926.494 Tonnen Steinkohle, diese Förderung wurde mit 3396 Beschäftigten erzielt. Im Jahr 1955 überschritt die Förderung die Marke von einer Million. Mit 4437 Beschäftigten wurden in diesem Jahr 1.092.525 Tonnen Steinkohle gefördert. Die höchste Förderung wurde 1956 auf Brassert mit 1.163.368 Tonnen gehoben. Zu dieser Zeit hatte das Bergwerk 4576 Beschäftigte. Im Jahr 1960 wurde mit 3310 Beschäftigten eine Förderung von 1.032.848 Tonnen Steinkohle erbracht. Im Jahr 1965 wurde eine Förderung von rund 730.000 Tonnen Steinkohle erbracht. Die letzten bekannten Förder- und Belegschaftszahlen des Bergwerks stammen aus dem Jahr 1975, es wurden mit 1217 Beschäftigten 597.798 Tonnen Steinkohle gefördert.

## Aktuelle Nutzung
Nach Schließung der Zeche entstand auf gut zwei Dritteln des ehemaligen Zechengeländes das Gewerbegebiet Zechenstraße, etwa ein Drittel der Fläche nimmt heute das Freizeitgelände Brassert ein. Einige der Zechengebäude blieben erhalten. Das ehemalige Gesundheitshaus und das Pförtnergebäude ist seit 2012 Firmensitz des Werbeunternehmens News-Media. Zuvor wurde das Gebäude umfangreich saniert. In der ehemaligen Markenkontrolle ist seit über 30 Jahren der Künstlerverein „Ma(r)lkasten“ heimisch. In der ehemaligen Schlosserei der Zeche Brassert befindet sich heute die Reisevereinigung Marl e.V.
Vom Bergbau zeugen noch die Bergehalden Halde Brassert I/II (teilweise wieder abgetragen für das Gewerbegebiet Zechenstraße) und Halde Brassert III.